# Джон Кернкросс
Джон Кернкросс (англ. John Cairncross; 25 липня 1913 — 8 жовтня 1995) — британський державний службовець, який став офіцером розвідки та совєцьким шпигуном під час Другої світової війни. Як совєцький подвійний агент, він передав совєтам необроблені розшифровки Тунні, які вплинули на Курську битву. Вважається, що він був п'ятим членом Кембриджської п'ятірки. Також відомий як перекладач, літературознавець і автор нон-фікшн.
Ймовірно він повідомив Москві, що США розробляють ядерну бомбу. Кернкросс таємно зізнався Артуру С. Мартіну з MI5 у 1964 році та дав обмежене зізнання двом журналістам з The Sunday Times у грудні 1979 року. Йому надали імунітет від кримінального переслідування.
За даними The Washington Post, припущення про те, що Джон Кернкрос був «п'ятою людиною» кембриджського кільця, не було підтверджено до 1990 року коли про це повідомив совєцький подвійний агент Олег Гордієвський. Це також підтвердила книга колишнього агента КДБ Юрія Модіна, опублікована 1994 року, «Долі розвідників. Мої кембриджські друзі».

## Образ у культурі
Кернкросс зображений у третій частині телевізійного серіалу BBC 2003 року «Кембриджські шпигуни».
Кернкросс з'являється як криптограф у Блетчлі-парку у фільмі 2014 року «Гра в імітацію». Його зображують як мимовільного подвійного агента, якого MI6 використовує як зворотний канал для передачі совєтам інформації, яку Черчілль надто обережно надає; історичного підґрунтя для цього немає. Історики та власна автобіографія шпигуна підтвердили, що Кернкрос шпигував на користь совєтів через свої власні погляди, і що це було виявлено МІ6 лише по закінченню Другої світової війни.

## Нагороди
- Орден Червоного Прапора.[8][9]